# Sapyga quinquepunctata
Sapyga quinquepunctata é uma espécie de insetos himenópteros, mais especificamente de vespas aculeadas pertencente à família Sapygidae.
A autoridade científica da espécie é Fabricius, tendo sido descrita no ano de 1781.
Trata-se de uma espécie presente no território português.